# Liste der Naturdenkmale in Münchhausen (am Christenberg)
Die Liste der Naturdenkmale in Münchhausen (am Christenberg) nennt die im Gebiet der Gemeinde Münchhausen (am Christenberg) im Landkreis Marburg-Biedenkopf in Hessen gelegenen Naturdenkmale.
| Bild            | Bezeichnung  | Ortsteil, Lage                                                                       | Beschreibung                                             | Art        | Nr. |
| --------------- | ------------ | ------------------------------------------------------------------------------------ | -------------------------------------------------------- | ---------- | --- |
| Fotos hochladen | Spitzahorn   | Niederasphe 50° 56′ 39,1″ N, 8° 39′ 57,6″ O                                          | An der Kirche in Niederasphe.                            | Einzelbaum | 296 |
| BW              | Traubeneiche | Münchhausen (am Christenberg), Christenberger Straße 50° 57′ 17,7″ N, 8° 44′ 49,7″ O | Etwa 150 Jahre alte, 18 m hohe Traubeneiche am Feldrand. | Einzelbaum | 488 |

## Belege
1. ↑  
Naturdenkmale in Hessen. (pdf; 405 kB) Anlage zu Kleine Anfrage der Abg. Ursula Hammann (BÜNDNIS 90/DIE GRÜNEN) vom 15.04.2011 betreffend Biotopverbund Teil 2 und Antwort der Ministerin für Umwelt, Energie, Landwirtschaft und Verbraucherschutz. Hessischer Landtag, 22. Juni 2011, S. 90–102, abgerufen am 4. Februar 2016.

- Karte mit allen Koordinaten:
- OSM |
- WikiMap